# Keményfy K. Dániel
Keményfy K. Dániel (Keményfy Kálmán Dániel, Esztergom, 1866. augusztus 11. – Esztergom, 1935. augusztus 21.) Szent Ferenc-rendi áldozópap.

## Élete
Hartmann János (aki 1861-ben változtatta családi nevét Keményfire) főszolgabíró és országgyűlési képviselő fia. A gimnázium négy alsó osztályát mint a püspöki konviktus növendéke Nagyváradon, a felsőbbeket Budapesten végezte. 1884-ben lépett a Szűz Máriáról nevezett Ferenc-rendbe; az újoncévet Malackán töltötte; további tanulmányait Nagyszombatban, Esztergomban és Pozsonyban végezte. 1889. szeptember 21-én miséspappá szentelték fel és ezt követően a pozsonyi rendházban működött. 1895-ben világi papként szolgált tovább, majd Budaörsön dolgozott mint káplán, utána az esztergom-vízivárosi római katolikus leányiskolában oktatott hittant. 1896-ban az érseki tanítóképző tanára lett, 1907-ben pedig prímási könyvtárnok, majd 1912-ben vízivárosi plébános.
Cikkei, fordítások a Szépirodalmi Kertben (1886-tól 1888. aug. Forrest János sat.); történeti irányú tárcacikkek a Magyar Államban (1887. 28. sz. A Mariana provinciáról, 1888. okt. 4. Emlékezzünk régiekről, 1889. 8-10. sz. Hadtörténelmi reflexiók, máj. 8-10. Tomory Pál kalocsai érsek és a mohácsi vész okai, jún. 6-19., A magyar gentry. szept. 1. Ausztria absolutismusa és Magyarország reactiója. tört. reflexiók. 1890. 223-226. sz. Néhány vonás Széchenyi István barátságáról, 1892. 218. sz. A Ferencziek pozsonyi temploma és tornya); az Összetartásban (1889-től); a Szépirodalmi Szemlében (1889. Az akadémia megalapítása előtt, 1890. Az akadémia megalapítása után, 1891. Széchenyi István gróf és szerelme, 1893. Gróf Forgách Simon kurucz író, 1895. Széchenyi István vallásossága); a Kath. Hitvédelmi folyóiratban (1895. könyvismertetések sat.)
Szerkesztette 1894 és 1904 között Pelikán Krizsóval a Katholikus Hitvédelmi Folyóiratot, 1911 szeptemberétől 1915 júniusáig a Katholikus Gyermekvédelem c. lapot, kiadta 1895. december 25. és 1898. január 9 között az Esztergom hetilapot.

## Munkái
- Történeti tanulmányok. Székesfehérvár, 1892. (Ism. Magyar Sion, Bud. Szemle LXXII.)
- Ötven év alkotmányos egyházpol. 1848-1898. Esztergom, 1898.
- A 19. század valláspolitikája. Bp. (é. és ny.n.)
- Szt beszéd Szt Adalbert ünnepére. Esztergom, 1901.
- A tanítóképzés és képesítés, különös tekintettel az új népiskolai törv-javaslatra. Bp., 1904. (Klny. Kat. Hitvédelmi Folyóiratból)
- A modern ker. pol. érvényesülésének akadályai. Uo., 1905.
- Vaszary Kolos 1855-1905. Esztergom, 1905.
- A polgári leányisk. reformja és nőnevelésünk. Uo., 1909.
- Emlék-beszéd Littaer Sándor fölött. Uo., 1909.
- Vaszary Kolos mint szónok. Uo., 1909.
- Olvasókönyv a kath. polgári és felsőbb leányisk. I. osztálya számára. Ember Károllyal. Bp., 1909.
- A polgári leányisk. tanterv és rendtartás irányító elvei. Uo. (é.n.)
- Stilisztika olvasmányokkal a polgári leányisk. 3. o. sz. Uo., 1910.
- Olvasókv. a 2. o. sz. 5., az új katholikus polgári leányisk. tantervhez alkalmazott kiad. Uo., 1910.
- A magyar nemzet története kapcsolatban a világtörténelem főbb eseményeivel. 1. rész. A honfoglalástól a mohácsi vészig. Az új áll. és kath. tanterv alapján a polgári leányisk. 3. o. sz. Uo., 1911.
- Uaz 2. rész. A mohácsi vésztől napjainkig. A polg. isk. 4. o. sz. Uo., 1912.
- Magyar olvasókv. a polgári leányisk. 1. o. sz. Uo., 1911.
- Uaz a 2. o. sz. Uo., 1912.
- Költészettan és irodalomtörténet olvasókönyvvel. A polgári leányisk. 4. o. sz. Uo., 1912.
- Háború és politika. Esztergom, 1917.

### Kéziratban
- A magyar Ferencz-rendiek története.

## Álneve és jegyei
Filos és K. K. D. 